# Vernon Boulevard-Jackson Avenue
Vernon Boulevard-Jackson Avenue, in passato conosciuta con il nome di Vernon-Jackson Avenues, è una fermata della metropolitana di New York, situata sulla linea IRT Flushing. Nel 2015 è stata utilizzata da 4 462 652 passeggeri.

## Storia
La stazione venne aperta il 22 giugno 1915, come capolinea provvisorio della linea IRT Queensboro, oggi nota come linea IRT Flushing. Rimase capolinea fino al 15 febbraio 1916, quando la linea venne estesa fino a Hunters Point Avenue.
Nel 1997, un agente di stazione notturno venne ucciso nella stazione mentre svuotava i tornelli. Come conseguenza di questo evento, la MTA modificò la sua politica e tuttora gli agenti di stazione notturni non sono obbligati a svuotare i tornelli a meno che non sia presente un agente di polizia, un supervisore o un altro dipendente.

## Strutture e impianti
Vernon Boulevard-Jackson Avenue è una fermata sotterranea con due binari e due banchine laterali. Ogni banchina è dotata di due gruppi di tornelli, uno all'estremità ovest della banchina e uno all'estremità est; non esiste alcun collegamento diretto tra le due banchine, non è quindi possibile cambiare direzione senza uscire dai tornelli.
A dispetto del nome, la stazione non è situata all'incrocio tra Vernon Boulevard e Jackson Avenue ma bensì al di sotto dell'incrocio tra 50th Avenue e Vernon Boulevard e possiede in totale quattro uscite su queste due strade.

## Movimento
La stazione è servita dai treni di due services della metropolitana di New York:
- Linea 7 Flushing Local, sempre attiva;[7]
- Linea 7 Flushing Express, attiva solo nelle ore di punta.[7]

## Interscambi
La stazione è servita da diverse autolinee gestite da MTA Bus. Inoltre, interscambia con il servizio ferroviario suburbano Long Island Rail Road presso la stazione ferroviaria di Long Island City.
- Stazione ferroviaria Long Island City
- Fermata autobus